# Bingerbrück (Schiff)
Die Bingerbrück wurde 1966 als Autofähre von der Schiffswerft Hans Boost in Trier gebaut.

## Geschichte
Die Bingerbrück war von 1966 bis 1976 als Autofähre auf dem Rhein und der Mosel eingesetzt. 1976 übernahm das Wasser- und Schifffahrtsamt Bingen die Fähre und ließ sie zu einem Peilschiff umbauen. 2002 ging das Schiff an das Wasser- und Schifffahrtsamt Köln. Es erfolgten Umbauten an der Ausrüstung, um die Technik an die damaligen Anforderungen anzupassen. Im Juni 2014 wurde die Bingerbrück außer Dienst gestellt und über die Vebeg zum Kauf angeboten, der an die Lux-Werft erfolgte, und verkehrt nach einem Wiederumbau zur Autofähre seit März 2015 unter dem Namen Christophorus auf der Rheinfähre Bad Godesberg–Niederdollendorf.

## Technik
Das Schiff war 44,95 m lang, 11,53 m breit und hatte einen Tiefgang von 1,30 m. Der Antrieb erfolgte über vier Schottel-Ruderpropeller mittels vier Deutz-Dieselmotoren vom Typ „BF 6m 1013E“ mit je 110 kW Leistung. Der auf der Steuerbordseite befindliche Fahrstand war als Einmannfahrstand ausgeführt und hatte zwei um 90° versetzte Bedienungspulte. Durch diese Anordnung behielt der Schiffsführer auch bei Querfahrt zum Strom die erforderliche Übersicht.

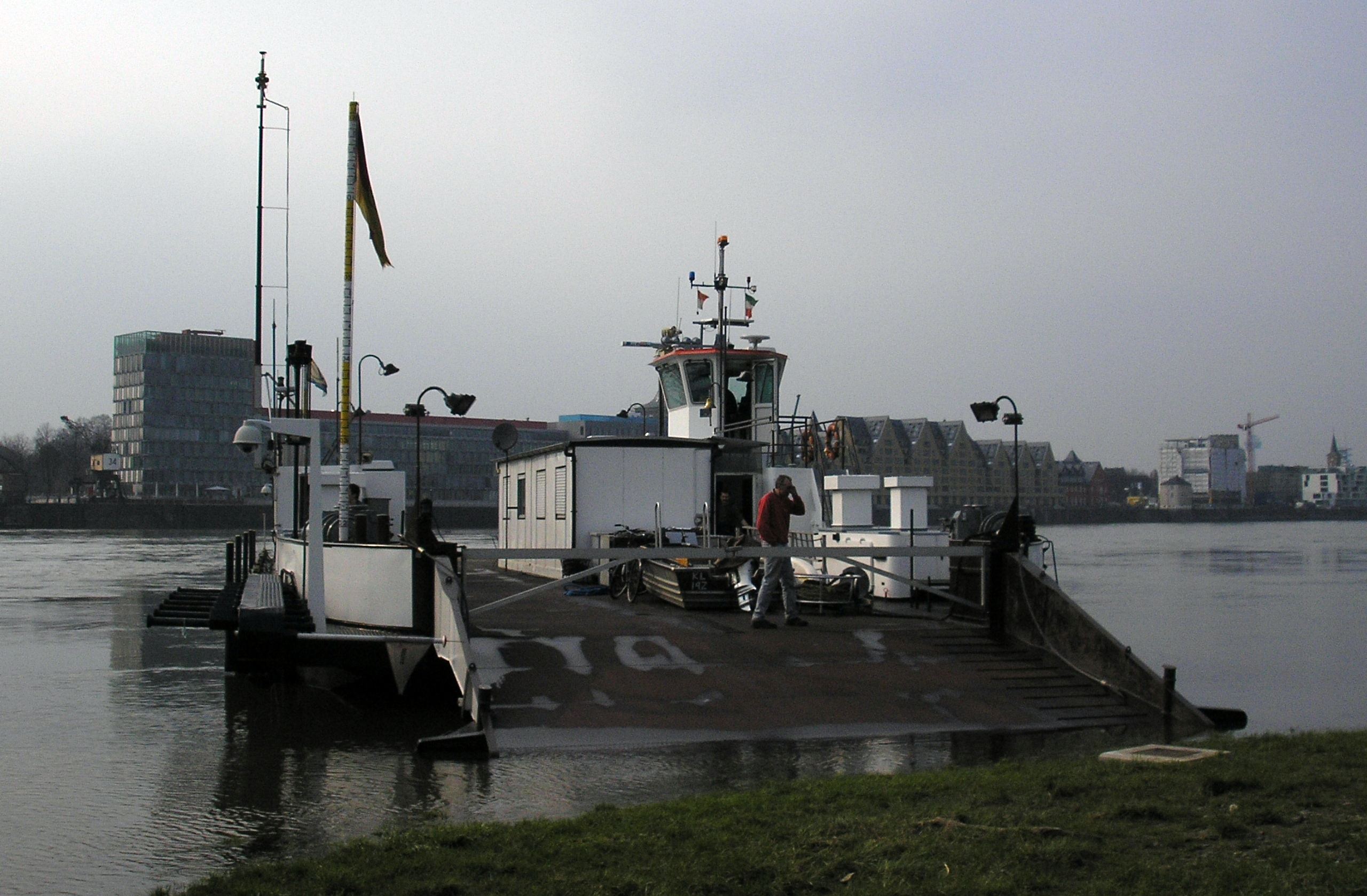
Die Bingerbrück im Einsatz

Das Peilsystem war ein Mehrfach-Schwingersystem, das aus 41 Einzelschwingern bestand. Diese waren an der Längsseite an einer Schwingerbrücke mit jeweils einem Meter Abstand und 0,60 m Eintauchtiefe montiert. So war es möglich, einen Peilteppich von 40 m Breite zu erzeugen. Mit dieser Technik zählte die Bingerbrück zu den besten Peilschiffen auf den europäischen Binnenwasserstraßen.
Um die Funktion der Bug- und Heckklappen zu gewährleisten, konnte die Schwingerbrücke auf eine Länge von acht Metern hydraulisch um jeweils 90 Grad geschwenkt werden. Die Schwingerbrücke wurde von der Werft Lülsdorf in Niederkassel konstruiert und gebaut.
Zur weiteren Ausrüstung gehörten zwei voneinander unabhängig arbeitende Ortungssysteme. Auf freier Strecke erfolgte die Lagen- und Höhenbestimmung mit einem RTK-GPS (Real Time Kinematic-Global Positioning System). In Gebieten mit starken Abschattungen, wie im Bereich von Brücken, erfolgte die Lagen- und Höhenmessung mit einem Rotationslaser Typ Polartrack von ATLAS Hydrographic. Die Tagespeilleistung lag bei 300.000 m², das entspricht etwa einem Kilometer Gewässerlänge. Die Peilungen konnten in Längs- oder Querfahrt vorgenommen werden.